# Башановский, Вальдемар
Вальдемар Ромуальд Башановский (пол. Waldemar Romuald Baszanowski; 15 августа 1935, Грудзёндз, Польша — 29 апреля 2011, Варшава, Польша) — польский тяжелоатлет, двукратный чемпион Олимпийских игр в Токио (1964) и Мехико (1968).

## Карьера
Заниматься тяжелой атлетикой начал в армии в 1956 г. В 1961 г. окончил в техникум физической культуры в Варшаве, получив диплом учителя физкультуры. Магистр физкультуры.
Выступал за Академический спортивный союз (Варшава). Чемпион Олимпийских игр в Токио (1964) в троеборье и Мехико (1968) в лёгком весе. Среди других достижений:
- пятикратный чемпион мира (1961, 1964, 1965, 1968 и 1969),
- пятикратный чемпион Европы в (1961, 1965, 1968, 1969, 1971),
- серебряный призёр чемпионатов мира (1962, 1963, 1966, 1970, 1971),
- серебряный призёр чемпионатов Европы (1962, 1963, 1966, 1970).

Установил 27 мировых рекордов, в том числе пять в троеборье. 61 раз устанавливал рекорд Польши. Технический стиль разножка в его исполнении был признан эталонным. В 1969 г. по опросу ведущего спортивного издания страны «Przegląd Sportowу» был назван лучшим спортсменом года Польши.
По завершении спортивной карьеры занялся спортивной наукой. С 1976 г. был членом технического комитета Международной федерации тяжелой атлетики.
В 1999−2008 гг. — президент Европейской федерации тяжёлой атлетики.